# Felix Roßkopf
Felix Roßkopf (* 1989 in Darmstadt) ist ein deutscher Jazzmusiker (Piano).

## Leben und Wirken
Roßkopf begann mit fünf Jahren mit klassischem Klavierunterricht. Mit elf Jahren spielte er in der Big Band seiner Schule und lernte so den Jazz kennen. 2007 wurde er Mitglied im LandesJugendJazzOrchester Hessen, mit welchem er Tourneen nach Litauen, Frankreich, Korea, Libanon, Syrien, Jordanien, Palästina und Brasilien absolvierte und auf dem Album Tribute to Kenny Napper zu hören ist. Nach dem Abitur studierte er am Jazz-Institut Berlin, wo er 2014 den Bachelor erhielt. 
Mit 16 Jahren hatte er mehrere Soloauftritte, zunächst auf dem Silda Jazzfestival in Norwegen; Solokonzerte in Zürich, Darmstadt, Konstanz und Meersburg folgten. Mit Philipp Gerschlauer, den er im LandesJugendJazzOrchester Hessen kennenlernte, Oliver Lutz und Thomas Sauerborn gründete er kurz darauf das mikrotonal orientierte Quartett Besaxung, das bisher drei Alben veröffentlichte. Brücken zum HipHop schlägt die Band Panda Syndikat. Auch spielt er im eigenen Trio und im Duo mit Reza Askari. 

### Preise und Auszeichnungen
Roßkopf gewann 2006 als Solist den Internationalen Förderpreis Jazzma. 2009 gewann er den Bundeswettbewerb Jugend jazzt mit der Band Besaxung. 2010 gewann er, ebenfalls mit Besaxung, den Jazz Me-Preis der Stadt Heidelberg.

## Diskographie (Auswahl)
- Besaxung (2009, mit Felix Roßkopf, Oliver Lutz, Thomas Sauerborn)
- Besaxung Hotzenwald (Berthold 2011, mit Felix Roßkopf, Oliver Lutz, Thomas Sauerborn)[2]
- Besaxung Go! (2014, mit Felix Roßkopf, Reza Askari, Thomas Sauerborn)
- The Panda Syndikat The Power of the Panda (2016, mit Andrej Ugoljew, Samuel Hudson, Jean Luc Jossa, Cisco Pema, Andreas Wirth, David Scribbles)
- Miniaturen (2017)